# 'Bout Changes 'n' Things Take 2
| Recensione | Giudizio |
| ---------- | -------- |
| AllMusic   | [ 2 ]    |

'Bout Changes 'n' Things Take 2 è il terzo album di Eric Andersen, pubblicato dalla Vanguard Records nel gennaio del 1967. 
Si tratta di una ri-registrazione degli stessi brani dell'album precedente ('Bout Changes & Things) ma in versione elettrica e con un organico di musicisti più ampio.

## Tracce
Brani composti da Eric Andersen, eccetto dove indicato
Lato A
1. Close the Door Lightly – 3:45
2. That's All Right, Mama – 2:52 (Arthur Crudup)
3. The Blind Fiddler – 4:47
4. The Hustler – 4:47
5. Thirsty Boots – 5:12
6. My Land Is a Good Land – 2:50

Lato B
1. Hey Babe, Have You Been Cheatin' – 3:32
2. Cross Your Mind – 5:12
3. Champion at Keeping Them Rolling – 3:32 (Ewan MacColl)
4. I Shall Go Unbounded – 4:25
5. Violets of Dawn – 4:10
6. The Girl I Love – 3:34

## Musicisti
- Eric Andersen - voce, chitarra, armonica
- Paul Harris - pianoforte, organo
- Harvey Brooks - basso
- Herbie Lovelle - batteria
- Debbie Green - seconda chitarra (brano: Violets of Dawn)